# Quintin Communauté
Quintin Communauté (ancienne communauté de communes du Pays de Quintin) est une ancienne communauté de communes française, située dans le département des Côtes-d'Armor, en région Bretagne.

## Histoire
Créée le 24 décembre 1992 par arrêté préfectoral, la communauté de communes du Pays de Quintin regroupait alors sept des huit communes du canton de Quintin et deux communes du canton de Plœuc-sur-Lié, soit neuf communes.
La commune de Saint-Brandan l'intègre le 26 novembre 2001.
En 2006, le schéma départemental préconise une fusion entre la communauté de communes du Pays de Quintin et celle de Centre Armor Puissance 4.
Le 3 avril 2009, l'intercommunalité prend le nom de Quintin Communauté.
Elle est dissoute le 31 décembre 2016 et ses dix communes rejoignent la nouvelle communauté d'agglomération de Saint-Brieuc Armor Agglomération.

### Identité visuelle

Ancien logo du Pays de Quintin.
Logo de Quintin Communauté.

## Territoire communautaire

### Géographie
Partagée entre la Cornouaille et le pays de Saint-Brieuc, la communauté de communes était rattachée au pays de Saint-Brieuc au sens de la loi Voynet. Elle regroupait les huit communes du canton de Quintin et deux communes, La Harmoye et Lanfains, du canton de Plœuc-sur-Lié.

### Composition
Elle était composée des 10 communes suivantes :
| Nom             | Code Insee | Gentilé         | Superficie (km2) | Population (dernière pop. légale) | Densité (hab./km2) |
| --------------- | ---------- | --------------- | ---------------- | --------------------------------- | ------------------ |
| Quintin (siège) | 22262      | Quintinais      | 3,12             | 2 803 (2014)                      | 898                |
| Le Fœil         | 22059      | Fœillais        | 20,54            | 1 472 (2014)                      | 72                 |
| La Harmoye      | 22073      | Harmoyens       | 17,67            | 389 (2014)                        | 22                 |
| Lanfains        | 22099      | Lanfinois       | 21,87            | 1 077 (2014)                      | 49                 |
| Le Leslay       | 22126      | Leslayens       | 5,01             | 152 (2014)                        | 30                 |
| Plaine-Haute    | 22170      | Plénaltais      | 15,29            | 1 546 (2014)                      | 101                |
| Saint-Bihy      | 22276      | Bihicois        | 8,22             | 244 (2014)                        | 30                 |
| Saint-Brandan   | 22277      | Brandanais      | 25,16            | 2 392 (2014)                      | 95                 |
| Saint-Gildas    | 22291      | Gildasiens      | 15,54            | 279 (2014)                        | 18                 |
| Le Vieux-Bourg  | 22386      | Vieux-Bourgeois | 25,13            | 783 (2014)                        | 31                 |

### Démographie
| 1999  | 2006   | 2009   | 2011   |
| ----- | ------ | ------ | ------ |
| 9 616 | 10 208 | 10 764 | 11 042 |

## Administration

### Siège
Le siège de la communauté de communes était à Quintin, 2 rue Saint-Eutrope.

### Conseil communautaire
Les 29 conseillers titulaires étaient répartis selon le droit commun comme suit :
| Nombre de conseillers | Communes                                                        |
| --------------------- | --------------------------------------------------------------- |
| 5                     | Quintin, Saint-Brandan                                          |
| 3                     | Le Fœil, Lanfains, Plaine-Haute                                 |
| 2                     | La Harmoye, Le Leslay, Saint-Bihy, Saint-Gildas, Le Vieux-Bourg |

### Élus
La communauté de communes était administrée par un conseil communautaire constitué en 2014 de 29 conseillers communautaires.
À la suite des élections municipales de 2014 dans les Côtes-d'Armor, le conseil communautaire du 28 avril 2014 avait élu son président, Christian Ranno, maire du Vieux-Bourg, ainsi que ses 6 vice-présidents. La liste des vice-présidents était alors la suivante :
|     | Attributions                             | Identité           | Qualité                                   |
| --- | ---------------------------------------- | ------------------ | ----------------------------------------- |
| 1er | Enfance-jeunesse                         | Stéphane Ollivier  | Maire du Leslay                           |
| 2e  | Finances                                 | Gérard Mérot       | Maire de Lanfains                         |
| 3e  | Développement économique                 | Hervé de Freslon   | Conseiller municipal du Fœil              |
| 4e  | Habitat, déchets, environnement et SPANC | Jean-Yves Loyer    | Conseiller municipal de Plaine-Haute      |
| 5e  | Patrimoine                               | Fabrice Le Hégarat | Premier adjoint au maire de Saint-Brandan |
| 6e  | Tourisme et communication                | Françoise Guillou  | Première adjointe au maire de Quintin     |

### Liste des présidents
| Période       | Période       | Identité                      | Étiquette | Qualité                                                                           |
| ------------- | ------------- | ----------------------------- | --------- | --------------------------------------------------------------------------------- |
| décembre 1992 | juillet 1995  | Michel Royer                  | DVD       | Conseiller municipal de Quintin (1983 → 2008)                                     |
| juillet 1995  | novembre 1996 | François Cazoulat (1935-1998) | PS        | Conseiller municipal de Quintin (1995 → 1998) Démissionnaire pour raison de santé |
| novembre 1996 | avril 2008    | Gilbert Bannier (1937-2020)   | PS        | Maire de La Harmoye (1989 → 2008)                                                 |
| avril 2008    | avril 2014    | Yves Le Guen                  | PS        | Maire de Saint-Brandan (1989 → 2014)                                              |
| avril 2014    | décembre 2016 | Christian Ranno               | DVD       | Maire du Vieux-Bourg (2007 → )                                                    |